# Theoderich II. von Wied

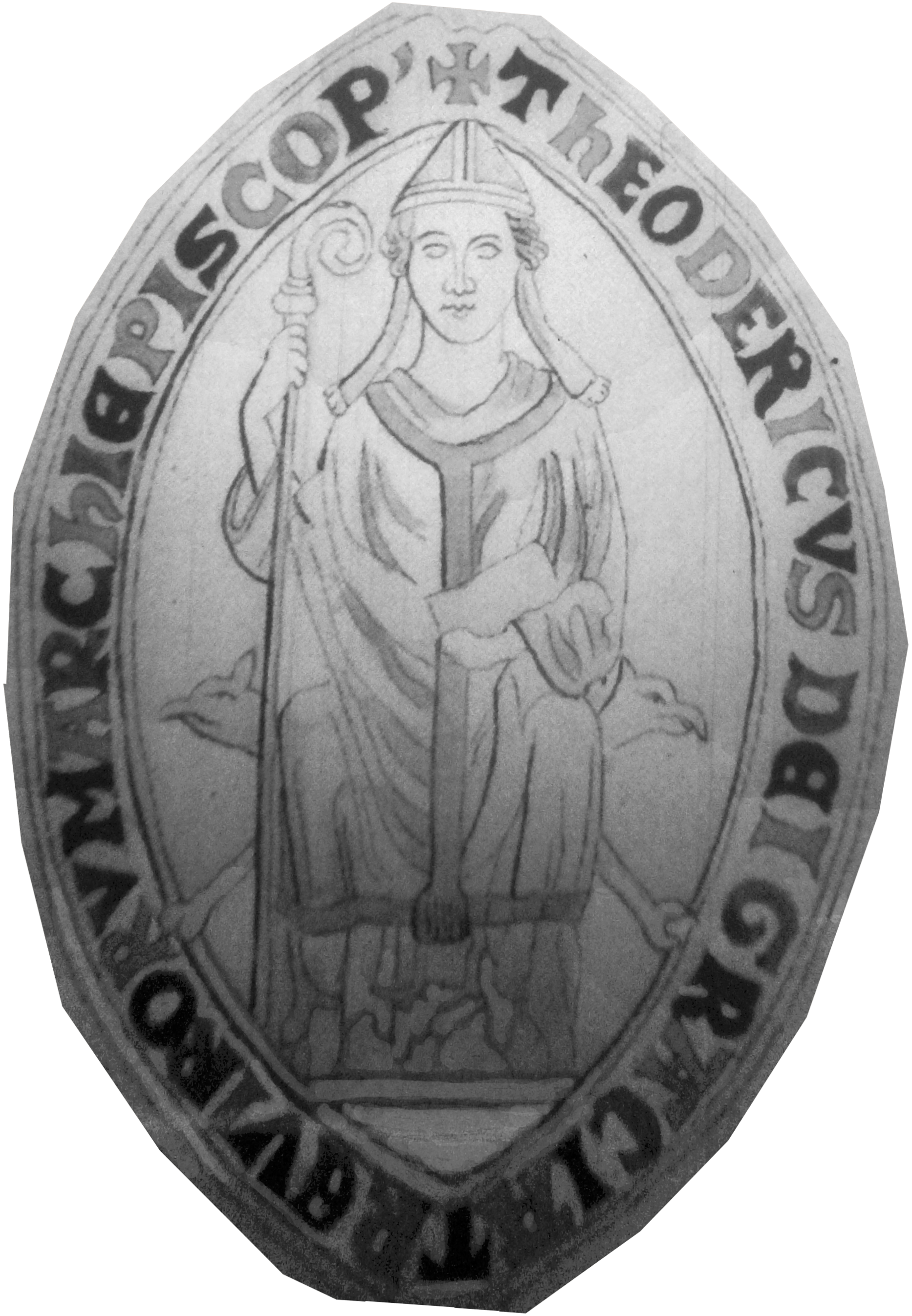
Siegel von Theoderich II.

Theoderich II. von Wied, auch genannt Dietrich von Wied (* um 1170; † 28. März 1242), war von 1212 bis 1242 Erzbischof und Kurfürst von Trier.
Er war ein Sohn des Dietrich I. von Wied, der Name seiner Mutter ist unbekannt. Urkundlich wurde Theoderich 1189 erstmals erwähnt. Etwa von 1196 bis 1212 wirkte Theoderich als Propst an St. Kunibert in Köln. Dieses Amt bekleidete er im Jahre 1205 auch zu Rees und war 1210 Großarchidiakon zu Trier und Propst von St. Paulin.
Bereits am Anfang seiner Amtszeit als Erzbischof geriet Theoderich in Gefangenschaft des Grafen Heinrich II. von Nassau, denn der Erzbischof hatte zur Sicherung der rechtsrheinischen Besitzungen die alte Burg Montabaur stark ausbauen und befestigen lassen, was dem Nassauer ein Dorn im Auge war. Trotz der Gefangennahme wurde der Burgbau beendet, und 1214 war Theoderich wieder in Freiheit.
1220 wurden die Arbeiten am Liber annalium iurium beendet, einem Überblick über die Besitzrechte und Einkünfte der Trierer Kirche. Theoderich begann um 1230 mit dem Bau der Liebfrauenkirche in Trier und weihte 1235 den Limburger Dom. Er förderte massiv die Niederlassung des Johanniterordens und des Deutschen Ordens in Trier und Koblenz (siehe Deutschordenskommende Koblenz und Deutsches Eck). Er nahm an der Reichsversammlung in Worms im Frühjahr 1231 teil, auf der unter anderem das sogenannte Statutum in favorem principum erlassen wurde.
Das Aussterben der Herren von Malberg führte zu Auseinandersetzungen in der Eifel. Zur Sicherung der Trierer Besitzungen errichtete Theoderich um 1240 die Kyllburg.
Reichspolitisch stand der Erzbischof im staufisch-welfischen Thronstreit fest auf staufischer Seite. Diese Haltung führte zur Gegnerschaft mit dem Kölner und dem Mainzer Erzbischof, die auf Seiten der Welfen waren.
Er liegt im Trierer Dom begraben.

## Literatur

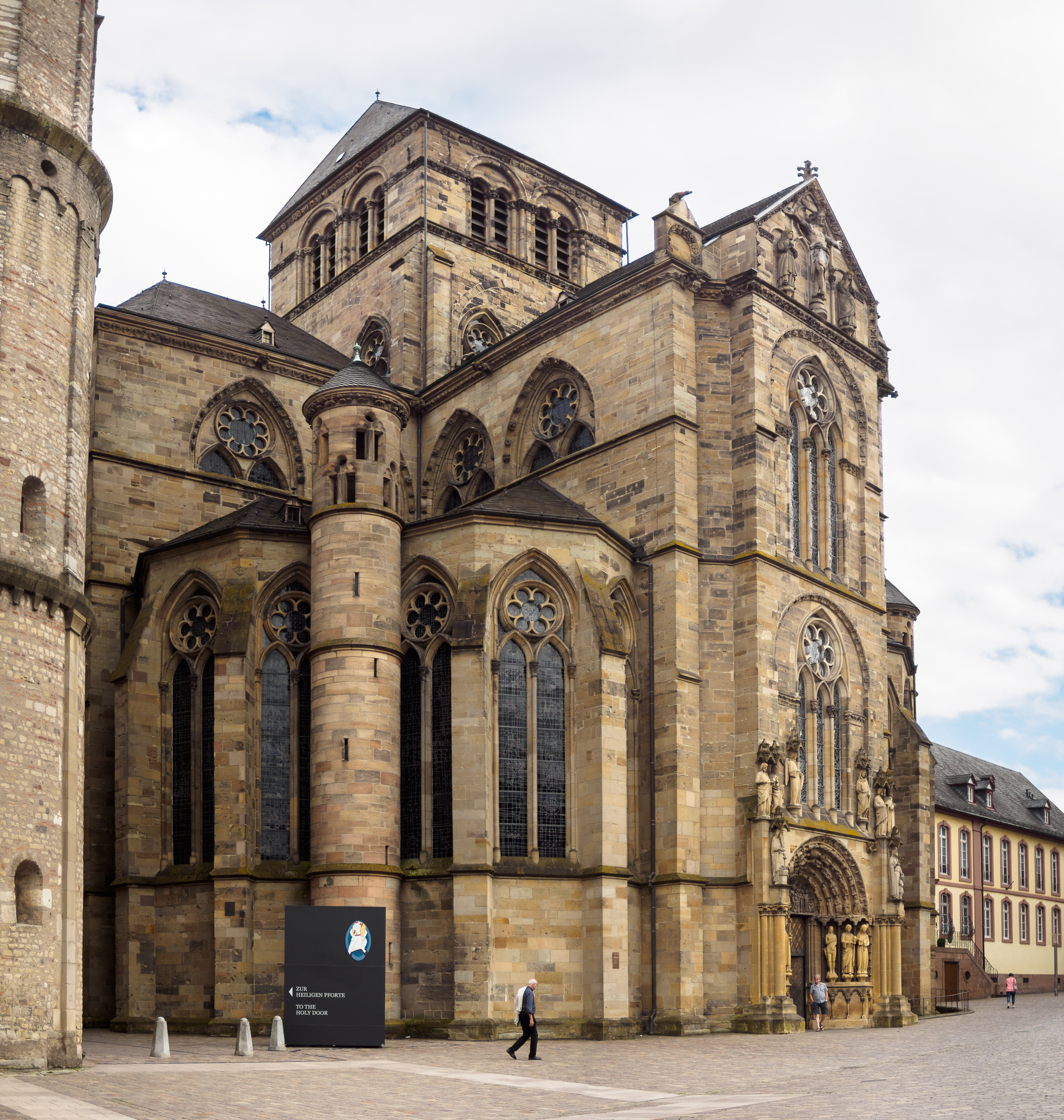
Liebfrauenkirche, Trier